# Seedamm von Melide

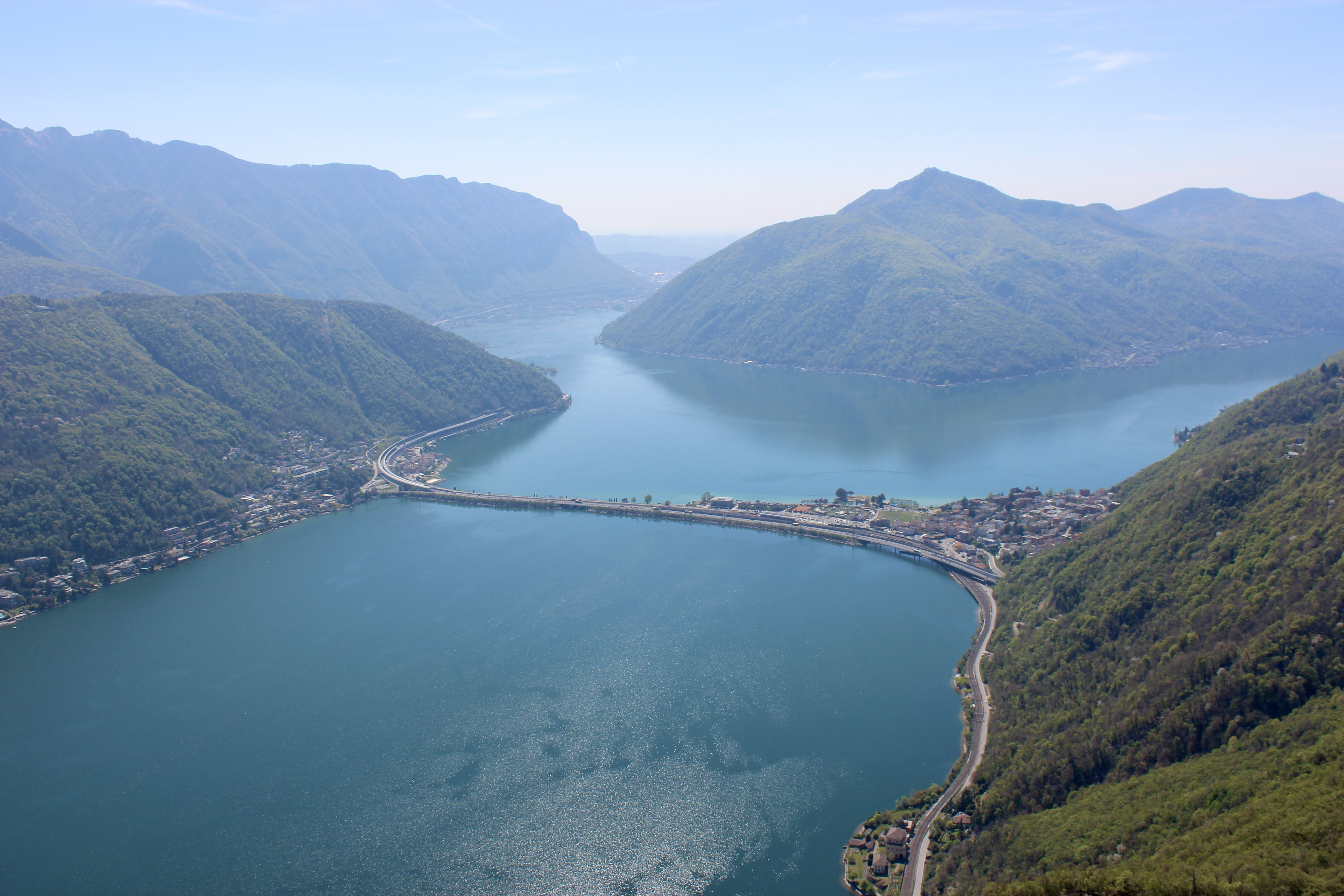
Brücke und Ort Melide, Blick nach Süden

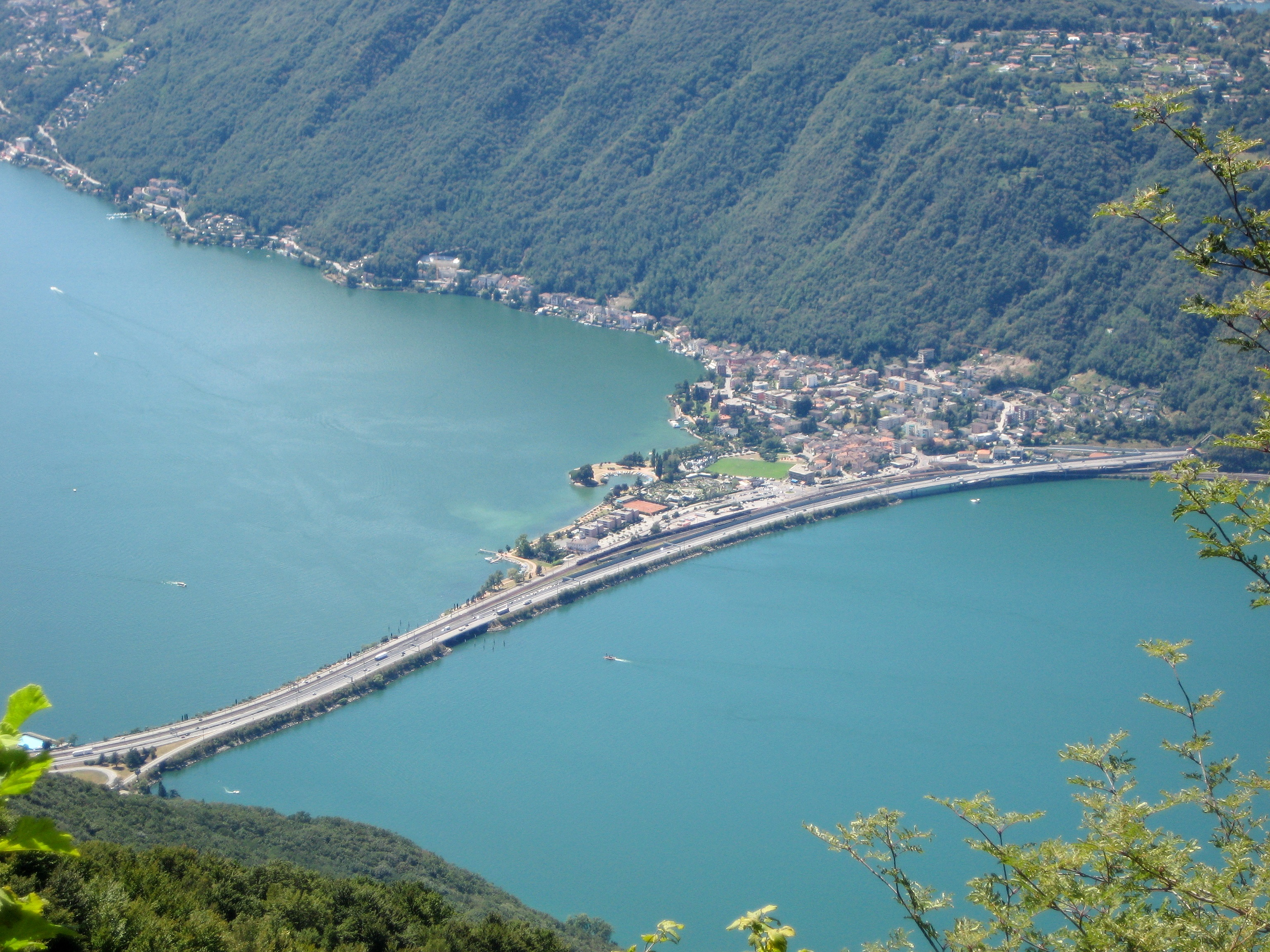
Ansicht von Nordosten

Als Seedamm von Melide (Ponte di Melide oder Ponte Diga) wird der künstliche Damm bezeichnet, der die Seeenge des Luganersees zwischen Melide und Bissone im Schweizer Kanton Tessin überbrückt.
Der Damm wurde im Jahr 1848 nach Plänen von Pasquale Lucchini errichtet und ist von nationaler Bedeutung. Hier queren die Hauptstrasse 2, die Autobahn A2 und die Gotthardbahn den Luganersee. Der Damm bildet die direkte innerschweizerische Verbindung der beiden Städte Lugano und Chiasso. Er wird täglich von über 55'000 Strassenfahrzeugen (Jahr 2000) benutzt.
Auf der westlichen Seite des Damms liegt direkt an der Nationalstrasse und der Bahnlinie das touristische Angebot Swissminiatur, eine Freiluftanlage, die eine miniaturisierte Schweiz darstellt.